# Лягушино (Кишертский район)
Лягушино — упразднённая в 2008 году деревня Кишертского района Пермского края Российской Федерации. Входила в Осинцевское сельское поселение.

## География
Деревня Лягушино расположена на правом берегу реки Сылвы, в 1 километре от села Молёбка и в 23 от административного центра — села Осинцево.

## История
До января 2006 года деревня входила в состав Молёбского сельского совета, после — в составе Осинцевского сельского поселения.
7 апреля 2008 года деревня Лягушино снята с учёта.

## Население
| 2000 | 2004 |
| ---- | ---- |
| 1    | →1   |

## Инфраструктура
Дети из деревни, согласно документу сельской администрации от 2012 года, обучаются в МКОУ «Осинцевская СОШ», их собирает школьный автобус

## Транспорт
Автодорога местного значения Красный Яр-Лягушино-Солянка